# Victor Jamet
Émile Victor Jamet (Mèze, Hérault, 19 de dezembro de 1853 – Nice, 4 de agosto de 1919) foi um matemático francês.
Jamet foi um palestrante convidado do Congresso Internacional de Matemáticos em Paris em 1900.

## Publicações selecionadas
- "Sur une application des déterminants." Nouvelles annales de mathématiques, journal des candidats aux écoles polytechnique et normale 16 (1877): 372–373.
- "Sur une classe de surfaces du quatrième ordre." Nouvelles annales de mathématiques, journal des candidats aux écoles polytechnique et normale 20 (1881): 434–443.
- "Sur les surfaces et les courbes tétraédrales symétriques." In Annales scientifiques de l'École Normale Supérieure, vol. 4, pp. 3–78. Société mathématique de France, 1887.
- "Sur le rapport anharmonique d'une courbe du troisième ordre." Bulletin de la Société Mathématique de France 15 (1887): 35–38.
- "Sur la décomposition des fractions rationnelles en fractions simples." Nouvelles annales de mathématiques, journal des candidats aux écoles polytechnique et normale 8 (1889): 228–232.
- "Sur la théorie des sphères osculatrices à une courbe." In Annales de la Faculté des sciences de Toulouse: Mathématiques, vol. 4, no. 1, pp. 1–8. 1890.
- "Sur les périodes des intégrales elliptiques." Nouvelles annales de mathématiques, journal des candidats aux écoles polytechnique et normale 10 (1891): 193–196.
- "Sur le nombre e." Nouvelles annales de mathématiques, journal des candidats aux écoles polytechnique et normale 10 (1891): 215–218.
- "Sur les séries à termes positifs." Nouvelles annales de mathématiques, journal des candidats aux écoles polytechnique et normale 11 (1892): 99–103.
- "Sur le théorème de d'Alembert." Nouvelles annales de mathématiques, journal des candidats aux écoles polytechnique et normale 14 (1895): 437–442.
- "Sur une équation aux dérivées partielles." In Annales scientifiques de l'École Normale Supérieure, vol. 13, pp. 95–106. 1896.
- "Sur les invariants de la forme biquadratique binaire." Nouvelles annales de mathématiques, journal des candidats aux écoles polytechnique et normale 19 (1900): 419–427.
- "Sur la théorie des forces centrales." Nouvelles annales de mathématiques, journal des candidats aux écoles polytechnique et normale 2 (1902): 348–367.
- "Sur les intégrales de Fresnel." Nouvelles annales de mathématiques, journal des candidats aux écoles polytechnique et normale 3 (1903): 357–359.
- "Sur une propriété de la parabole." Nouvelles annales de mathématiques, journal des candidats aux écoles polytechnique et normale 5 (1905): 411-413.
- "Sur l'équation aux dérivées partielles des surfaces réglées." Nouvelles annales de mathématiques, journal des candidats aux écoles polytechnique et normale 10 (1910): 501–506.
- "Sur les réseaux conjugués." Nouvelles annales de mathématiques, journal des candidats aux écoles polytechnique et normale 13 (1913): 388–394.